# Pectenocypris balaena
Pectenocypris balaena es una especie de peces de la familia de los
Cyprinidae en el orden de los Cypriniformes.

## Morfología
- Los machos pueden llegar alcanzar los 3,5 cm de longitud total.[1][2]

## Alimentación
Come fitoplancton.

## Hábitat
Es un pez de agua dulce y de clima tropical

## Distribución geográfica
Se encuentran en Borneo.